# 布柳河
布柳河，位于中国广西壮族自治区西北部，是西江红水河段右岸支流，上游也称玉里河，发源于凌云县玉洪瑶族乡伟利村（尾利村，原属力洪瑶族乡）东南1.3千米，东北流至加尤镇百洞折向北，进入乐业县布柳河大峡谷，在新化镇磨里村转向东，至乐业与天峨县边界转向北，经仙人桥进入天峨县境，北流至天峨县向阳镇板力村左纳向阳河后转向东，至八奈村注入红水河。干流长183千米，平均比降2.80‰，流域面积2775平方千米。